# マリキナ
マリキナは、フィリピンマニラ首都圏東部に位置する市。2002年の統計では人口は約39万人。
1987年に市に昇格。マニラ首都圏に位置するため、他の都市同様に地方からの流入者も多い。市内を流れるマリキナ川沿いには低湿地となっており、台風襲来時にはしばしば氾濫して被害が発生する。

## 製靴産業
古くからフィリピンの靴産業を支え栄えてきた土地柄であり、革靴メーカーや職人などの形で市民の半数近くが何らかの形で靴産業に従事する。1887年（スペイン統治時代）、当時の市長が製靴を奨励したことが始まり。サンダルから革靴まで生産し、1950年代には「靴の首都」と呼ばれるようになった。1994年時点で、靴工場は市への登録工場で513（非登録を含めれば3000以上）を数えたが、2000年頃から安価な中国製が流入して衰退。近年はオーダーメードやインターネット販売でマリキナの靴産業は復活しつつある。
フィリピン大統領夫人であったイメルダ・マルコスは約3000足もの靴コレクションで知られ、外国訪問ではマリキナ製を履いて宣伝に努めた。
市内に存在するマリキナ靴博物館には、世界最大の革靴や、イメルダが収集してきた靴の一部が展示されている。

## 主な出来事
- 1975年1月22日 - 郊外の4階建てビルで火災。2階にある職業訓練校の生徒が飛び降りるなどして40人以上が死亡[5]。